# Red Dot (film)
Red Dot è un film thriller e drammatico svedese. Diretto da Alain Danborg, il film è stato distribuito in tutto il mondo da Netflix.

## Trama
David  e Nadja sono una coppia al settimo cielo: lui si è appena laureato in ingegneria ed entrambi sono molto fiduciosi nei confronti del loro futuro, al punto che lui arriva a farle la proposta di matrimonio subito dopo la fine della propria festa di laurea. Un anno e mezzo dopo, tuttavia, la coppia è ormai profondamente disillusa e soggetta ai classici litigi da matrimonio: lei gli contesta di non fare nulla in casa, lui le contesta di essere l'unico a lavorare tutto il giorno mentre lei studia ancora per diventare medico. Nadja è inoltre incinta, ma non ha ancora detto nulla al marito: la ragazza non è sicura che lei e David siano tagliati per crescere un bambino e si confida così con il vicino di casa Thomas, che la rassicura sulla gioia che avranno nell'essere genitori, proprio lui che tempo prima ha perso un figlio ancora piccolo. 
Nei giorni immediatamente successivi, David sorprende Nadja proponendole la prenotazione di una vacanza da sogno: quattro giorni nella Svezia del Nord, a vedere la meravigliosa aurora boreale. 
Giunta quasi a destinazione, la coppia si scontra con alcuni abitanti del luogo, in un'escalation di incomprensioni e reazioni reciproche eccessive, tanto da dover scappare dopo che Nadja decide di rigare con una chiave l'auto dei fratelli Jarmo e Rolle, dopo aver trovato sul lunotto un messaggio anonimo che la offende per il colore della sua pelle. Questo avvenimento li conduce dritti in quello che si rivelerà un incubo completamente inatteso. Mentre David e Naja si godono ignari la loro vacanza in tenda con il loro cane in un luogo particolarmente isolato, il puntino rosso di un laser inizia infatti a perseguitarli: sembrerebbe lo scherzo di qualche burlone o magari di un teppista, ma ben presto scoprono di essere stati presi di mira e di rischiare la loro stessa vita.
Al termine di una lunga e perigliosa fuga, raggiungono una baita nella quale troveranno la sconvolgente risposta alle loro domande.

## Promozione
Red Dot è stato annunciato ufficialmente durante il Festival del Cinema di Stoccolma il 14 novembre 2019. Già in tale occasione il film è stato presentato come esclusiva Netflix.

## Distribuzione
Il film è stato reso disponibile sulla piattaforma Netflix a partire dall'11 febbraio 2021.

## Accoglienza

### Critica
Sull'aggregatore Rotten Tomatoes il film riceve il 70% delle recensioni professionali positive con un voto medio di 6 su 10 basato su 9 critiche.